# Кубок мира по горному бегу 1998
14-й Кубок мира по горному бегу прошёл 19 и 20 сентября 1998 года в горной местности Димитиль на острове Реюньон, заморском регионе Франции. Участники соревновались в дисциплине горного бега «вверх». Разыгрывались 8 комплектов наград: по четыре в индивидуальном и командном первенствах (мужчины, женщины, юниоры и юниорки до 20 лет). Среди юниоров могли выступать спортсмены 1979 года рождения и моложе.
Кубок мира впервые состоялся за пределами европейского континента. Реюньон расположен в юго-западной части Индийского океана недалеко от Мадагаскара и является заморским департаментом Франции. Соревнования прошли на склонах горного массива Димитиль, расположенного в южной части острова. Трасса была густо покрыта растительностью, а её поверхность состояла преимущественно из вулканических горных пород.
Старт мужской дистанции 15,16 км находился в небольшом городе Антр-До, остальные забеги начинались ближе к финишу, который был единым для всех. Юниоры, юниорки и женщины определили сильнейших в субботу, 19 сентября, а в воскресенье в борьбу вступили мужчины и участники массового забега.
Забеги прошли в тёплую и солнечную погоду. На старт вышли 272 бегуна (124 мужчины, 69 женщин, 49 юниоров и 30 юниорок) из 29 стран мира. Каждая страна могла выставить до 6 человек в мужской забег, до 4 человек — в женский и юниорский и до 3 человек — среди юниорок. Сильнейшие в командном первенстве определялись по сумме мест четырёх лучших участников у мужчин, трёх лучших — у женщин и юниоров, двух лучших — у юниорок.
В очередной раз свой высокий уровень подтвердила сборная Италии. Единственным видом, где им не удалось завоевать медали, стал забег юниорок. Победу здесь одержала Корнелия Хайнцле из Австрии. Второе место заняла Инес Хижар из Словении, которая вместе с сестрой Тиной стала чемпионкой в командном первенстве.
Забег юниоров к радости болельщиков выиграл уроженец Реюньона Раймон Фонтен. Со старта отрыв попытались сделать итальянские бегуны, однако вскоре их обогнал Фонтен, а ближе к финишу на призовые позиции переместились англичанин Адам Кроссланд и действующий чемпион Петр Лосман — они выиграли серебряную и бронзовую медали соответственно. Сборная Италии довольствовалась победой в командном первенстве.
Состязания женщин прошли без четырёхкратной победительницы Кубка мира Изабель Гийо из Франции. Причиной стала травма пятки, полученная Изабель по ходу сезона и потребовавшая хирургического вмешательства. Без своего лидера французские женщины прервали серию из четырёх побед в командном первенстве. На этот раз они оказались только шестыми, а первенство вернули себе итальянки. В личном зачёте сильнейшей оказалась Дита Гебелькова из Чехии, бронзовый призёр Кубка мира — 1994.
Мужской забег со старта возглавил чемпион 1996 года Антонио Молинари. Среди лидеров также были Джонатан Уайатт из Новой Зеландии и австриец Хельмут Шмук. За пару километров до финиша Уайатт предпринял решающее ускорение, на которое не смог ответить никто из соперников, и стал первым победителем Кубка мира из Новой Зеландии. Шмук безуспешно пытался поддержать его темп, оставил много сил и на заключительном километре опустился с третьего на шестое место. Вторым финишировал Молинари, третьим стал немец Гуидо Дольд — впервые на пьедестале Кубка мира он стоял ещё в 1987 году, когда также выиграл бронзу на длинной дистанции. Командное первенство в шестой раз подряд выиграла сборная Италии. Победитель прошлогоднего Кубка 21-летний Марко Де Гаспери на Реюньоне финишировал только 35-м.

## Призёры
Курсивом выделены участники, чей результат не пошёл в зачёт команды.

### Мужчины
| Дисциплина                           | Золото                                                                                         | Золото   | Серебро                                                                                         | Серебро  | Бронза                                                                                  | Бронза   |
| ------------------------------------ | ---------------------------------------------------------------------------------------------- | -------- | ----------------------------------------------------------------------------------------------- | -------- | --------------------------------------------------------------------------------------- | -------- |
| 15,16 км перепад высот: +1520 м      | Джонатан Уайатт Новая Зеландия                                                                 | 1:25.19  | Антонио Молинари Италия                                                                         | 1:26.47  | Гуидо Дольд Германия                                                                    | 1:28.26  |
| 15,16 км (команды)                   | Италия · Антонио Молинари · Давиде Милези · Массимо Галлиано · Лучо Фрегона · Марко Де Гаспери | 41 очко  | Франция · Стефан Маэо · Режис Ру · Сильвен Ришар · Тьерри Икар · Николя Паскьон · Жан-Поль Пайе | 63 очка  | Австрия · Хельмут Шмук · Рудольф Райтбергер · Зепп Чурченталер · Петер Шац · Хуберт Реш | 69 очков |
| Юниоры 8,27 км перепад высот: +800 м | Раймон Фонтен Франция                                                                          | 42.00    | Адам Кроссланд Англия                                                                           | 42.25    | Петр Лосман Чехия                                                                       | 43.00    |
| Юниоры 8,27 км (команды)             | Италия · Роберто Дель Сольо · Габриэле Абате · Маттео Баджотти · Джанлука Пелузи               | 16 очков | Франция · Раймон Фонтен · Эдуар Бюррье · Жорж Бюррье · Патрик Годен                             | 25 очков | Чехия · Петр Лосман · Павел Добшичек · Лукаш Разым · Даниэль Шир                        | 36 очков |

### Женщины
| Дисциплина                    | Золото                                                                                         | Золото   | Серебро                                                                 | Серебро  | Бронза                                                              | Бронза   |
| ----------------------------- | ---------------------------------------------------------------------------------------------- | -------- | ----------------------------------------------------------------------- | -------- | ------------------------------------------------------------------- | -------- |
| 8,27 км перепад высот: +800 м | Дита Гебелькова Чехия                                                                          | 46.00    | Матильда Равицца Италия                                                 | 46.59    | Мелисса Мун Новая Зеландия                                          | 47.43    |
| 8,27 км (команды)             | Италия · Матильда Равицца · Мария Грация Роберти · Розита Рота-Гельпи · Пьеранджела Баронкелли | 18 очков | Новая Зеландия · Мелисса Мун · Мари Банс · Карен Мёрфи · Ширин Крамптон | 25 очков | Словакия · Ярослава Буквайова · Людмила Мелихерова · Алена Бриедова | 46 очков |
| Юниорки 5 км                  | Корнелия Хайнцле Австрия                                                                       | 26.21    | Инес Хижар Словения                                                     | 27.05    | Анна Пастрнакова Словакия                                           | 27.23    |
| Юниорки 5 км (команды)        | Словения · Инес Хижар · Тина Хижар                                                             | 8 очков  | Австрия · Корнелия Хайнцле · Мария Кох · Ингеборг Пфлюгель              | 15 очков | Англия · Шарлотт Сандерсон · Кейт Бейли · Рианнон Мэттьюс           | 18 очков |

## Медальный зачёт
Медали завоевали представители 9 стран-участниц.
 Принимающая страна
| Место | Страна         | Золото | Серебро | Бронза | Всего |
| ----- | -------------- | ------ | ------- | ------ | ----- |
| 1     | Италия         | 3      | 2       | 0      | 5     |
| 2     | Франция        | 1      | 2       | 0      | 3     |
| 3     | Австрия        | 1      | 1       | 1      | 3     |
| 3     | Новая Зеландия | 1      | 1       | 1      | 3     |
| 5     | Словения       | 1      | 1       | 0      | 2     |
| 6     | Чехия          | 1      | 0       | 2      | 3     |
| 7     | Англия         | 0      | 1       | 1      | 2     |
| 8     | Словакия       | 0      | 0       | 2      | 2     |
| 9     | Германия       | 0      | 0       | 1      | 1     |
| Всего | Всего          | 8      | 8       | 8      | 24    |